# 시계거래소
시계거래소는 대한민국 시계 커뮤니티 중 최대 규모의 커뮤니티로, 약 19.7만명(24-03월 기준)이 가입한 네이버 카페 기반 시계직거래 플랫폼이다. 즐거운 시계생활을 위한 정보제공을 위한다는 취지로 개설되었으며 카페 내 공지사항이나 운영진이 작성한 게시글상으로도 관련된 내용을 자주 찾아볼 수 있다.
쉽게 찾아보기 힘든 하이엔드 및 몇품 시계구입정보, 개인간 매물정보, 시세정보 등을 제공하고 있으며 고가의 중고거래 특성상 직거래가 많아 안전한 개인간 직거래를 돕기위하여 전문감정사를 통해 무료감정 및 개인간 거래 공간을 제공하고 있다.

## 역사
- 2019년 10월 시계거래소 카페 통합 리뉴얼
- 2020년 12월 WE시계거래소 앱 베타 오픈
- 2021년 12월 시계거래소 라운지 명동본점 오픈
- 2022년 1월 WE시계거래소 앱 정식 오픈
- 2022년 11월 시계거래소 라운지 부산 제휴점 오픈
- 2023년 7월 시계거래소 신사(압구정)점 오픈

## 제공서비스

### 카페

#### 시계거래 게시판
명품시계 거래 매물이 국내 사이트 중 가장 많이(거의 대부분) 등록되고 있다.
롤렉스 특성상 성골이 어려워서 특정 모델을 구입하기 위해
피골로 구입해야하는데, 가장 많은 매물이 올라오기 때문에 대부분 네이버 카페 시계거래소에서 많이 찾아본다. 코로나19 등으로 명품 리셀 시장이 커지면서 시계거래소와 비슷한 다른 플랫폼도 많이  생겨났지만 시계거래소가 가장 독보적으로 다양하고 많은 매물들이 등록되고있다.
2019년 11월부터 제공된 성골즉구 서비스는 시계거래소 서포터즈를 통해
구매가 어려운 롤렉스 시계를 구입 후 해당 모델을 신청한 카페 회원에게 전달해주는 서비스이다.

### 시계거래소 라운지

#### 안전한 직거래 장소 제공
고가의 명품시계를 거래하다보니 사람이 많은 곳도, 오히려 사람이 없는 곳도 모두 걱정이될 수 있어 이런 걱정을 해결하기 위해 시계거래소에서 (거래장소를 무료)로 제공해준다.

#### 개인거래 가이드
중고 개인거래, 특히 고가의 명품시계 거래의 경우 어떤식으로 거래를 하고 어떤것을 확인해야 안전한지 정보를 얻는게 쉽지 않아. 거래가 처음인 사람들도 안전한거래를 할 수 있도록  거래할 때 확인하면 좋은 부분들을 설명해주면서 거래를 도와준다. 
이 밖에도 시계 사용방법이나 관리방법등도 물어보면 상세히 알려준다.

#### 정품감정
수백, 수천만원의 시계를 거래할때 걱정되는 가품에 대한 부분도 라운지를 통해, 시계거래소에서 거래하면서 감정서비스도 함께 받아볼 수 있다. 라운지 오픈 후 현재까지도 무료로 감정을 받아볼 수 있으니 처음 거래하거나 걱정이 된다면 이용해보는걸 추천한다.

#### 시계 수리
시계 오버홀이나 폴리싱도 가능하다. 무료로 진행하고있는 서비스도 많고 퀼리티가 좋아 라운지예약 후 방문하여 수리접수증 작성하고 수리가 완료되면 수령안내를 받아볼 수 있다. 이후 방문하여 접수증을 전달하면 시계를 전달받는 구조.
수리견적은 라운지 예약하고 방문해서 상담을 통해 알 수 있다.

#### 시계 보호필름
시계 보호필름 부착도 가능하며 각 모델별로 비용이 상이하다.
고객센터에 문의하거나 공식 카카오톡 채널로 가격 문의하면 비용 확인은 가능 한 것으로 보인다.

#### 시계관리 서비스
간단한 시계관리 서비스를 무료로 제공 중이다.
무료로 제공되는 서비스는 줄조절, 세척 및 살균, 일오차테스트이며, 사실상 시계관리에 관한 모든 서비스는 다 무료로 받아볼 수 있는 것으로 보인다.

## 여담
- 현재 카드결제 프로모션이 진행중이다. 개인간 거래 특성상 현금이나 계좌이체 위주로 결제가 가능했지만 고가의 시계이다보니 현금거래보다 안전하게 거래가 가능해졌다. 카드결제 프로모션은 7월에 결제수수료 없이 무료이벤트로 론칭되었다.[8]
- 머니투데이에서 주최한 2022 제8회 대한민국 우수기업대상 시상식에서 명품 시계 버티컬 플랫폼 부문 '우수플랫폼 대상'을 수상하였다.[9]